# Feira Moderna (álbum)
Feira Moderna  é o sétimo álbum de estúdio do cantor e compositor Lô Borges, lançado em 2001, com regravações de grandes sucessos de sua carreira.

## História
Feira Moderna é um álbum com o projeto de regravar os maiores sucessos de Lô Borges. Neste álbum, Lô grava pela primeira vez a faixa-título, que foi a sua primeira canção em parceria com Beto Guedes e Fernando Brant, motivado após ouvir a versão acústica dos Paralamas do Sucesso. As participações especiais deste disco vão de Edgard Scandurra à Samuel Rosa.

## Faixas
1. Feira moderna (Beto Guedes, Lô Borges, Fernando Brant)
2. Trem de doido (Márcio Borges, Lô Borges)
3. Fé cega, faca amolada (Milton Nascimento, Ronaldo Bastos)
4. Equatorial (Márcio Borges, Beto Guedes, Lô Borges)
5. A página do relâmpago elétrico (Beto Guedes, Ronaldo Bastos)
6. Um girassol da cor do seu cabelo (Márcio Borges, Lô Borges)
7. Nuvem cigana (Lô Borges, Ronaldo Bastos)
8. O trem azul (Lô Borges, Ronaldo Bastos)
9. Vento de maio (Telo Borges, Márcio Borges)
10. Para Lennon & McCartney (Márcio Borges, Lô Borges, Fernando Brant)
11. Clube da esquina nº 2 (Márcio Borges, Lô Borges, Milton Nascimento)
12. Paisagem da janela (Lô Borges, Fernando Brant)
13. Ela (Márcio Borges, Lô Borges)
14. Sonho real (Lô Borges, Ronaldo Bastos)
15. Tudo que você podia ser (Márcio Borges, Lô Borges)

## Ligações Externas
- no Sítio Discogs.
- no Sítio do Lô Borges.